# Kemps Bay
Kemps Bay era uno de los distritos de Bahamas antes de 1996.
Estaba compuesto por la parte más meridional de la isla de Andros. La población en 2000 se estimaba en 1.666 habitantes.
El censo recogía exactamente la misma proporción entre hombres y mujeres.
En 1996 se crearon nuevos distritos en Andros. Y el de Fresh Creek fue remplazado por Andros Sur.

## Geografía
- Altitud: 3 metros
- Latitud: 24º 00' N
- Longitud: 077º 40' O

- Datos: Q9291041